# Thornton (Merseyside)
Thornton – wieś w Anglii, w hrabstwie ceremonialnym Merseyside, w dystrykcie metropolitalnym Sefton. Leży 12 km na północ od centrum Liverpool i 295 km na północny zachód od Londynu. W 2001 miejscowość liczyła 2262 mieszkańców.